# Zeche Stralsund
Die Zeche Stralsund ist ein ehemaliges Steinkohlenbergwerk im Wittener Ortsteil Vormholz. Das Bergwerk befand sich nördlich der heutigen Straße Altenhöfen. Das Grubenfeld der Zeche Stralsund markscheidete östlich mit der Zeche Österbank.

## Geschichte

### Die Anfänge
Am 28. November 1726 fand die allgemeine Verleihung der Abbaurechte statt. Im Jahr 1728 wurden die Abbaurechte für das Flöz Geitling an den Leutnant Freiherr von Elverfeldt vergeben. Von Elverfeldt nannte die Kohlenbank, mit der er belehnt worden war, Stralsund. Ab 1736 war das Bergwerk für mehrere Jahre in Betrieb. Über einen Stollen, der vom Hardensteiner Tal aufgefahren wurde, ließ der Bergwerksbesitzer von Elverfeldt die Kohlenbank abbauen. Durch Erbschaft und Kauf kam das Bergwerk in die Hände neuer Besitzer. Im Jahr 1750 waren Johann Diedrich Oberste Frielinghaus und Peter Jürgen Wegmann die neuen Gewerken des Bergwerks. Am 4. Februar 1751 wurde ein Längenfeld für den Abbau in Flöz Geitling verliehen. Um das Jahr 1770 war Johann Henrich Oberste Frielinghaus Hauptgewerke des Bergwerks. Schichtmeister war zu dieser Zeit Johann Henrich Schulte. Johann Henrich Schulte war auch zugleich Knecht auf dem Bauernhof von Johann Henrich Oberste Frielinghaus. Da das Bergamt besorgt war, dass es durch diese Verbindung zu Ungereimtheiten bei der Abrechnung kommen könnte, wurde zusätzlich durch das Bergamt Caspar Diedrich Hagemann als Kontrolleur für das Bergwerk eingesetzt. Wenige Jahre später wurde Caspar Diedrich Hagemann, aus familiären Gründen, auf ein anderes Bergwerk versetzt.

### Die weiteren Jahre
1789 fand eine Vermessung statt. Ab 1796 wurde das Bergwerk für einen längeren Zeitraum in Fristen gelegt. Nachdem im Jahr 1808 der St.-Johannes-Erbstollen das Grubenfeld von Stralsund erreicht hatte, wurde das Bergwerk für mehrere Jahre außer Betrieb genommen. Obwohl die Gewerken von Stralsund mehrmals einen Antrag zur Wiederinbetriebnahme an das Bergamt stellten, blieb das Bergwerk dennoch auf bergbehördliche Anweisung außer Betrieb. Grund hierfür war das Überangebot an Kohlen durch die Nachbarzechen. Am 1. April 1828 wurde das Bergwerk wieder in Betrieb genommen. Noch im selben Jahr wurde das Bergwerk mit der Zeche Hazard teilweise vereinigt zu Hazard & Stralsund. Da die Förderung durch den mittlerweile langen Stollen mit hohen Kosten verbunden war, wurde im Jahr der 1829 der Schacht Heinrich geteuft. Schacht Heinrich wurde tonnlägig im Flöz bis zur Erbstollensohle des St.-Johannes-Erbstollen geteuft. Der Schacht hatte nach Fertigstellung eine Teufe von 105 Metern. Im Jahr darauf war der Schacht Heinrich in Förderung. Der Schacht war mit einem Göpel ausgestattet. Die über den Schacht geförderten Kohlen wurden überwiegend ins Bergische Land verkauft. Über den Erbstollen wurde das im Schacht anfallende Wasser abgeleitet. Über einen 25 Meter langen Querschlag war der Schacht mit dem Flöz Hazard verbunden, die dort abgebauten Kohlen wurden ebenfalls im Schacht Heinrich gefördert.
Noch vor dem Jahr 1832 wurde die Vereinigung mit der Zeche Hazard aufgelöst. Von 1835 bis 1840 war der Göpelschacht Heinrich in Förderung. Um das Jahr 1840 wurde damit begonnen, westlich vom St.-Johannes-Erbstollen unter dem Tal der Deipenbecke abzubauen. Allerdings traf man in diesem Feldesteil auf eine große Störungszone. Das Flöz hatte hier einen Verwurf von mehreren Metern seitlich und ins Hangende. Um den Bereich zu erkunden, wurde ein Untersuchungsstollen aufgefahren. Mit diesem Stollen wurde ein anderes Flöz angefahren, für das keine Abbaurechte vergeben waren. Nachdem das Bergamt seine Einwilligung gegeben hatte, wurde in diesem westlichen Feldesteil abgebaut. Am 29. Mai 1854 konsolidierte die Zeche Stralsund, unterhalb der St. Johanneserbstollensohle, mit den Zechen Neuglück & Stettin, Hazard, St Johannes Nr. 4, Kleist, Österbank, Nelkenthal, Vereinigte Ankunft & Anclam, Rabener und Muttental zur Zeche Herberholz. Oberhalb der Erbstollensohle blieb das Bergwerk noch eigenständig in Betrieb. Im Jahr 1876 war der Schacht Heinrich in Förderung. Am 15. März 1922 wurde das Bergwerk wieder in Betrieb genommen. Es wurde an der oberen Berghauser Straße ein Schacht angesetzt. Die Schachtöffnung befand sich westlich des heutigen Parkplatzes. Der Schacht wurde tonnlägig ins Flöz Geitling bis zur St. Johannes Erbstollensohle geteuft, die seigere Teufe lag bei 86 Metern. 1924 wurde alte Grubenbaue angefahren. Im Februar des Jahres 1926 wurde die Zeche Stralsund endgültig stillgelegt.

## Förderung und Belegschaft
Die ersten bekannten Belegschaftszahlen des Bergwerks stammen aus dem Jahr 1854, damals waren fünf Bergleute auf dem Bergwerk beschäftigt. Die ersten bekannten Förderzahlen des Bergwerks stammen aus dem Jahr 1830, es wurden 4159 Tonnen Steinkohle gefördert. Im Jahr 1835 wurden 43.926 Scheffel Steinkohle gefördert. 1838 wurden mit 15 Beschäftigten 4754 preußische Tonnen gefördert. 1840 sank die Förderung auf 775 ¾ preußische Tonnen Steinkohle. 1842 Anstieg auf 3706 preußische Tonnen Steinkohle. 1922 wurden mit 54 Beschäftigten 9094 Tonnen Steinkohle gefördert. Die letzten Förder- und Belegschaftszahlen des Bergwerks stammen aus dem Jahr 1924, als mit 20 Beschäftigten 3898 Tonnen Steinkohle gefördert wurden.